# Susannah Leydon-Davis
Susannah Leydon-Davis (* 5. Februar 1992 in Hamilton) ist eine neuseeländische Badmintonspielerin. 

## Karriere
Susannah Leydon-Davis begann im Alter von sieben Jahren mit dem Badmintonsport. 2009 startete sie bei den Badminton-Juniorenweltmeisterschaften. 2010 gewann sie den Wisden Cup. Im gleichen Jahr wurde sie Dritte bei den Canterbury International 2010 und den Australian Juniors 2010. Im Folgejahr belegte sie Rang zwei bei den Manukau International 2011. Bei den Auckland International 2012 wurde sie ebenso Dritte wie bei den Victoria International 2013 und den Auckland International 2013. 2013 nahm sie an den Badminton-Weltmeisterschaften teil.